# Марджері (річка)
Марджері (англ. Margaree River, ірл. Abhainn Mhargaraidh) — річка на острові Кейп-Бретон у Новій Шотландії. Північно-східна гілка річки бере свій початок від вододілу Кейп-Бретонського нагір'я, а Південно-Західна Марджері тече на північний схід від озера Ейнслі. Дві гілки з’єднуються в Марджері-Форкс. Потім річка тече на північ і впадає в затоку Святого Лаврентія в Марджері-Гарбор. Річка 120 км завдовжки та площею стоку 1375 км². Марджері вже століття відома своєю спортивною риболовлею на форель і атлантичного лосося, яка приваблює рибалок з усіх усюд. Риболовля зараз суворо регулюється й обмежується лише ловлею риби нахлистом із гачками без зазубрин у головному руслі річки. Відомий американський рибалка та захисник атлантичного лосося Лі Вульф зловив свого першого лосося на муху на Марджері в 1933 році.
Гравійні перекати верхньої північно-східної течії Марджері є місцем нересту атлантичного лосося; її круті долини є місцем проживання американської куниці та рідкісної землерийки Ґаспе. Долина Марджері складається з сільськогосподарських угідь і лісів.
Протягом 18 століття акадці оселилися вздовж узбережжя біля гирла річки; французька назва цієї річки була Сент-Марґеріт. Шотландські горці почали селитися в долині Марджері на початку 19 століття.
Мозес Коуді, відомий діяч і патріот долини Марджері, відвідував школу в Марджері-Форкс, а потім викладав там, перш ніж завершити свою освіту в Антіґоніші та Римі.
У 1998 році Марджері було визнано річкою канадської спадщини.
HMCS Margaree, канадський військово-морський есмінець класу D часів Другої світової війни, був названий на честь цієї річки.

## Подальше читання
- Burke, Monte (27 жовтня 2017). When Salmon Return to the Margaree, It's All Fly Rods and Autumn Glory. The New York Times. ISSN 0362-4331.

Шаблон:Canadian Heritage Rivers System